# Mascara
Mascara (em árabe: ولاية معسكر) é capital de uma província (wilaya) argelina de mesmo nome, estando situada no coração de uma região fértil de vinhedos e por isso, seus vinhos possuem renome mundial. 
Em 18 de agosto de 1994 sofreu um terremoto de 5,6 graus na escala Richter que provocou a morte a 171.